# 917-es busz (Győr)
A győri 917-es jelzésű autóbusz a Dunakapu tér és a Zöld utca, Szőnyi Márton utca megállóhelyek között közlekedik. A vonalat a Volánbusz üzemelteti.

## Közlekedése
Csak bizonyos rendezvények alkalmával közlekedik.

## Útvonala
| Zöld utca, Szőnyi Márton utca felé | Dunakapu tér felé |
| --- | --- |
| Dunakapu tér – Móricz Zsigmond alsórakpart – Móricz Zsigmond rakpart – Tartsay Vilmos utca – Schwarzenberg utca – Pálffy utca – Teleki László utca – Szent István út – Baross Gábor híd – Baross Gábor út – Wesselényi utca – Bartók Béla út – Szigethy Attila út – Kodály Zoltán utca – Ifjúság körút – Tihanyi Árpád út – Jereváni út – Zöld utca – Zöld utca, Szőnyi Márton utca | Zöld utca, Szőnyi Márton utca – Zöld utca – Szőnyi Márton utca – Erfurti út – Jereváni út – Tihanyi Árpád út – Ifjúság körút – Kodály Zoltán utca – Szigethy Attila út – Bartók Béla út – Hunyadi utca – Baross Gábor híd – Szent István út – Teleki László utca – Pálffy utca – Schwarzenberg utca – Tartsay Vilmos utca – Móricz Zsigmond rakpart – Móricz Zsigmond alsórakpart – Dunakapu tér |

## Megállóhelyei
| 0  | Dunakapu tér                                                              | 20 |
| 1  | Dunapart Rezidencia                                                       | 19 |
| 2  | Schwarzenberg utca                                                        | 18 |
| 3  | Teleki László utca, színház                                               | 17 |
| ∫  | Baross Gábor híd, belvárosi hídfő                                         | 16 |
| ∫  | Bartók Béla út, Kristály étterem                                          | 14 |
| 7  | Roosevelt utca (Bartók-emlékmű)                                           | 13 |
| 8  | Bartók Béla út, vásárcsarnok                                              | 12 |
| 9  | Szigethy Attila út, könyvtár                                              | 11 |
| 11 | Szigethy Attila út, Kodály Zoltán utca (↓) Szigethy Attila út 97. (↑)     | 9  |
| 12 | Kodály Zoltán utca, Földes Gábor utca                                     | 8  |
| 13 | Kodály Zoltán utca, gyógyszertár                                          | 7  |
| 14 | Ifjúság körút, Kodály Zoltán utca (↓) Tihanyi Árpád út, Ifjúság körút (↑) | 6  |
| 15 | Tihanyi Árpád út, adyvárosi tó                                            | 5  |
| 17 | Jereváni út, posta                                                        | ∫  |
| ∫  | Erfurti út, Jereváni út                                                   | 3  |
| 18 | Zöld utca, Jereváni út                                                    | ∫  |
| ∫  | Erfurti út 40.                                                            | 2  |
| ∫  | Szőnyi Márton utca                                                        | 1  |
| 19 | Zöld utca, Szőnyi Márton utca                                             | 0  |